# Elementi chimici per stabilità degli isotopi
Questa è una lista degli elementi chimici e dei loro isotopi, elencati in termini di stabilità.
I nuclei atomici consistono di protoni e di neutroni, che si attraggono l'un l'altro grazie alla forza nucleare, mentre i protoni si respingono l'un l'altro per effetto della forza elettrica dovuta alla loro carica positiva. Queste due forze sono in concorrenza tra loro, determinando alcune combinazioni di neutroni e protoni che sono più stabili di altre. I neutroni stabilizzano il nucleo, perché si attraggono tra loro e con i protoni, ugualmente, per effetto della forza nucleare, che è tanto potente da aiutare a compensare la repulsione elettrica tra i protoni. Di conseguenza, via via che il numero dei protoni aumenta, è necessario un rapporto crescente dei neutroni rispetto ai protoni per formare un nucleo stabile.
Tuttavia, se rispetto al rapporto ottimale il numero dei protoni è troppo alto o troppo basso, il nucleo diventa instabile e soggetto a certi tipi di decadimento nucleare. Gli isotopi instabili decadono attraverso vari modi di decadimento radioattivo, i più comuni dei quali sono il decadimento alfa, il decadimento beta o la cattura elettronica. Si conoscono però altri tipi più rari di decadimento, come la fissione spontanea o il decadimento dei cluster.

## Generalità

Gamma numerica dei neutroni inseribili (naturalmente o artificialmente) nel nucleo atomico, in funzione di ogni numero di protoni. Emivita (indice della stabilità nucleare) di ogni isotopo corrispondente.
-Nella colonna a destra, la gamma dei colori e i corrispondenti valori di emivita non è in corrispondenza di posizione con l'asse cartesiano delle ordinate nel grafico ma solo con il colore indicante il grado di stabilità dei nuclidi.
-Nel grafico, dunque, si noti che il rapporto ideale N/Z (linea nera intermedia corrispondente ai nuclidi stabili) aumenta con l'aumento di Z e che l'allontanamento da tale linea ideale, verso l'alto (eccesso di N) e verso il basso (difetto di N), inizialmente quasi simmetrico (fino a Z=45-55: eccesso N (>)=(poco maggiore) difetto N), diventa alquanto sbilanciato verso il basso (eccesso N <<=(molto minore) difetto N) {forse a causa della forte repulsione esercitata sui protoni da un numeroso guscio elettronico che favorirebbe contrazione e aumento della forza di attrazione intranucleare, in un nucleo alleggerito di neutroni?}

Dei primi 82 elementi della tavola periodica, 80 hanno isotopi considerati stabili. Il tecnezio, il promezio (numeri atomici 43 e 61, rispettivamente) e tutti gli elementi con un numero atomico oltre 82 hanno soltanto isotopi che si sa che si decompongono per decadimento radioattivo. Non ci si aspetta che ne possiedano di stabili, non ancora scoperti; ecco perché il piombo è considerato l'elemento stabile più pesante. Tuttavia è possibile che in futuro si scopra che alcuni isotopi attualmente considerati stabili in realtà decadono con emivite estremamente lunghe (come accadde nel 2003 con il bismuto-209 che era stato precedentemente considerato stabile). Questa lista descrive quanto risulta dal consenso della comunità scientifica fino al 2008.
Per ciascuno degli 80 elementi stabili, il numero degli isotopi stabili è dato. Ci si aspetta che soltanto 90 isotopi siano perfettamente stabili, e altri 165 sono energeticamente stabili, ma non sono stati mai osservati decadere. Quindi, 255 isotopi (nuclidi) sono stabili per definizione. Questi sono gli isotopi formalmente stabili. Quelli che in futuro si troverà che sono radioattivi, ci si aspetta che abbiano emivite solitamente più lunghe di 1022 anni (ad esempio lo xeno-134).
Degli elementi chimici, solo uno (lo stagno) ha 10 di tali isotopi stabili, uno (lo xeno) ha nove isotopi, quattro hanno sette isotopi, nove hanno sei isotopi, nove hanno cinque isotopi, nove hanno quattro isotopi, cinque hanno tre isotopi stabili, sedici hanno due isotopi stabili e ventisei hanno un unico isotopo stabile. Quindi, ci sono attualmente 255 nuclidi classificati come stabili perché la loro emivita di decadimento è troppo lunga per essere misurata. Tra questi si annovera il Ta-180m, per il quale non è stato ancora osservato alcun decadimento.
Per giunta, circa 28 nuclidi dei 94 elementi presenti naturalmente hanno isotopi stabili con emivita maggiore dell'età del sistema solare (~109 anni o più). Altri 5 nuclidi hanno emivite più lunghe di 80 milioni di anni, che è di gran lunga meno dell'età del sistema solare, ma abbastanza a lungo perché alcuni di essi siano sopravvissuti. Questi 33 nuclidi radioattivi presenti naturalmente costituiscono i nuclidi primordiali radioattivi. Il numero totale dei nuclidi primordiali è allora di 255 (i nuclidi stabili) più i 33 nuclidi primordiali radioattivi, per un totale di 288 nuclidi primordiali. Questo numero è soggetto a cambiamenti se nuovi primordiali dalla vita più breve saranno identificati sulla Terra. Tuttavia, la scoperta che un nuclide precedentemente ritenuto stabile sia blandamente radioattivo (come la scoperta di questo tipo avvenuta per il bismuto-209 nell'anno 2003) non cambia il numero totale dei primordiali, dal momento che sposta solamente l'elemento dal gruppo dei primordiali stabili a quello dei primordiali radioattivi, lasciando la somma invariata.
Uno dei nuclidi primordiali è il Ta-180m che si prevede abbia un'emivita di 1015 anni, ma non è mai stato osservato decadere. L'emivita ancora più lunga del tellurio-128, pari a 7,7×1024anni, fu misurata con metodo esclusivo di rilevazione del figlio radiogeno, lo xeno-128, ed è attualmente l'emivita più lunga conosciuta, misurata sperimentalmente. Un altro esempio notevole è l'unico isotopo del bismuto presente naturalmente, che è stato previsto essere instabile con una emivita molto lunga, ma di cui solo recentemente è stato osservato l'effettivo decadimento. A causa delle loro lunghe emivite, tali isotopi si trovano ancora sulla Terra in varie abbondanze e insieme agli isotopi stabili sono chiamati isotopi primordiali. Tutti gli isotopi primordiali sono dati in ordine crescente della loro abbondanza sulla Terra.
Ci sono 80 elementi con un solo isotopo stabile, ma sono conosciuti circa 112 elementi chimici a seconda della conferma ufficiale (118 sono dati in questa tabella). Tutti gli elementi fino al 94 si trovano in natura, mentre il resto degli elementi scoperti sono prodotti artificialmente, con gli isotopi conosciuti tutti come altamente radioattivi e dotati di emivite relativamente brevi. Gli elementi di questa lista sono ordinati secondo la vita del loro isotopo più stabile. Di questi, quattro elementi (bismuto, torio, uranio e plutonio) sono primordiali perché hanno emivite abbastanza lunghe da essere ancora trovati sulla Terra, mentre tutti gli altri o sono prodotti per decadimento radioattivo o sono sintetizzati nei laboratori e nei reattori nucleari. Soltanto 13 dei 38 elementi conosciuti ma instabili (assumendo che il numero totale degli elementi sia 118) hanno isotopi con un'emivita di almeno 100 anni. Ogni isotopo conosciuto dei rimanenti 38 − 13 = 25 elementi è altamente radioattivo; essi si usano nelle ricerche accademiche e a volte nell'industria e nella medicina. In futuro, si potrebbe rivelare che alcuni degli elementi più pesanti della tavola periodica hanno isotopi ancora non scoperti con emivite più lunghe di quelle qui elencate.
Circa 339 nuclidi si trovano in natura sulla Terra. Questi comprendono 255 isotopi stabili e, con l'aggiunta dei 33 radioisotopi dalla vita lunga con emivite più lunghe di 80 milioni di anni, dànno un totale di 288 nuclidi primordiali, come notato sopra. I nuclidi trovati naturalmente comprendono non solo i 288 primordiali, ma includono anche circa altri 51 isotopi dalla vita più breve (definita come emivita inferiore a 80 milioni di anni, troppo breve per essere sopravvissuti alla formazione della Terra) che sono figli di isotopi primordiali (come il radio dall'uranio) o che altrimenti sono creati da processi energetici naturali, come il carbonio-14 formato dall'azoto atmosferico mediante bombardamento dei raggi cosmici.

## Elementi per numero di isotopi primordiali
Un numero pari di protoni o di neutroni è più stabile (energia di legame inferiore) a causa degli effetti di accoppiamento, perciò i nuclidi pari-pari sono molto più stabili di quelli dispari-dispari. Un effetto è che ci sono pochi nuclidi dispari-dispari stabili: infatti soltanto quattro sono stabili, con altri quattro che hanno emivite più lunghe di un miliardo di anni. Un altro effetto è di impedire il decadimento beta di molti nuclidi pari-pari in un altro nuclide pari-pari dello stesso numero di massa ma di energia inferiore perché il decadimento, procedendo un passo alla volta, dovrebbe passare attraverso un nuclide dispari-dispari di energia superiore. Ciò rende possibile un maggior numero di nuclidi pari-pari stabili; fino a tre per alcuni numeri di massa e fino a sette per alcuni numeri atomici (protoni). Il doppio decadimento beta direttamente da pari-pari a pari-pari, saltando un nuclide dispari-dispari, è possibile solo occasionalmente ed è un processo così fortemente ostacolato che ha un'emivita maggiore di un miliardo di volte dell'età dell'universo.
Un altro effetto dell'instabilità di un numero dispari di entrambi i tipi di nucleoni è che gli elementi di numero dispari tendono ad avere meno isotopi stabili. Dei 26 elementi "monoisotopici" che hanno un unico isotopo stabile, tutti tranne uno hanno un numero atomico dispari (l'unica eccezione è il berillio).

## Tabelle
Le tabelle seguenti forniscono gli elementi che possiedono nuclidi primordiali, che significa che l'elemento può essere ancora identificato sulla Terra da fonti naturali essendo stato presente fin da quando la Terra si è formata dalla nebulosa solare. Di conseguenza nessuno è il figlio dalla vita più breve di primordiali parentali dalla vita più lunga, come il radon.
Le tabelle degli elementi sono ordinate per numero crescente dei nuclidi associati a ciascun elemento. Sono dati i nuclidi stabili e instabili (contrassegnati decadimenti) con i simboli dei nuclidi instabili (radioattivi) in corsivo. Si noti che l'ordinamento non fornisce esattamente gli elementi semplicemente in ordine di nuclidi stabili, in quanto alcuni elementi hanno un numero maggiore di nuclidi instabili dalla vita lunga che li pongono davanti agli elementi con un numero maggiore di nuclidi stabili. Per convenzione, i nuclidi sono conteggiati come "stabili" se non sono mai stati osservati decadere né sperimentalmente né in base all'osservazione di prodotti di decadimento (i nuclidi dalla vita lunga instabili solo in teoria, come il tantalio-180m, sono conteggiati come stabili).
La prima tabella è per gli elementi con numero atomico pari che tendono ad avere di gran lunga più nuclidi primordiali stabili grazie alla stabilità conferita loro dall'accoppiamento protone-protone. Una seconda tabella distinta è data per gli elementi con numero atomico dispari, che tendono ad avere di gran lunga meno nuclidi stabili e nuclidi instabili (primordiali) dalla vita lunga.
| Z  | Elemento  | Stabile | Decadimenti | instabili in corsivonumero neutronico dispari in rosa | instabili in corsivonumero neutronico dispari in rosa | instabili in corsivonumero neutronico dispari in rosa | instabili in corsivonumero neutronico dispari in rosa | instabili in corsivonumero neutronico dispari in rosa | instabili in corsivonumero neutronico dispari in rosa | instabili in corsivonumero neutronico dispari in rosa | instabili in corsivonumero neutronico dispari in rosa | instabili in corsivonumero neutronico dispari in rosa | instabili in corsivonumero neutronico dispari in rosa |
| -- | --------- | ------- | ----------- | ----------------------------------------------------- | ----------------------------------------------------- | ----------------------------------------------------- | ----------------------------------------------------- | ----------------------------------------------------- | ----------------------------------------------------- | ----------------------------------------------------- | ----------------------------------------------------- | ----------------------------------------------------- | ----------------------------------------------------- |
| 50 | stagno    | 10      | —           | 120Sn                                                 | 118Sn                                                 | 116Sn                                                 | 119Sn                                                 | 117Sn                                                 | 124Sn                                                 | 122Sn                                                 | 112Sn                                                 | 114Sn                                                 | 115Sn                                                 |
| 54 | xeno      | 9       | —           | 132Xe                                                 | 129Xe                                                 | 131Xe                                                 | 134Xe                                                 | 136Xe                                                 | 130Xe                                                 | 128Xe                                                 | 124Xe                                                 | 126Xe                                                 |                                                       |
| 48 | cadmio    | 6       | 2           | 114Cd                                                 | 112Cd                                                 | 111Cd                                                 | 110Cd                                                 | 113Cd                                                 | 116Cd                                                 | 106Cd                                                 | 108Cd                                                 |                                                       |                                                       |
| 52 | tellurio  | 6       | 2           | 130Te                                                 | 128Te                                                 | 126Te                                                 | 125te                                                 | 124Te                                                 | 122Te                                                 | 123Te                                                 | 120Te                                                 |                                                       |                                                       |
| 44 | rutenio   | 7       | —           | 102Ru                                                 | 104Ru                                                 | 101Ru                                                 | 99Ru                                                  | 100Ru                                                 | 96Ru                                                  | 98Ru                                                  |                                                       |                                                       |                                                       |
| 56 | bario     | 7       | —           | 138Ba                                                 | 137Ba                                                 | 136Ba                                                 | 135Ba                                                 | 134Ba                                                 | 130Ba                                                 | 132Ba                                                 |                                                       |                                                       |                                                       |
| 66 | disprosio | 7       | —           | 164Dy                                                 | 162Dy                                                 | 163Dy                                                 | 161Dy                                                 | 160Dy                                                 | 158Dy                                                 | 156Dy                                                 |                                                       |                                                       |                                                       |
| 70 | itterbio  | 7       | —           | 174Yb                                                 | 172Yb                                                 | 173Yb                                                 | 171Yb                                                 | 176Yb                                                 | 170Yb                                                 | 168Yb                                                 |                                                       |                                                       |                                                       |
| 80 | mercurio  | 7       | —           | 202Hg                                                 | 200                                                   | 199                                                   | 201Hg                                                 | 198Hg                                                 | 204Hg                                                 | 196Hg                                                 |                                                       |                                                       |                                                       |
| 42 | molibdeno | 6       | 1           | 98Mo                                                  | 96Mo                                                  | 95Mo                                                  | 92Mo                                                  | 100Mo                                                 | 97Mo                                                  | 94Mo                                                  |                                                       |                                                       |                                                       |
| 64 | gadolinio | 6       | 1           | 158Gd                                                 | 160Gd                                                 | 156Gd                                                 | 157Gd                                                 | 155Gd                                                 | 154Gd                                                 | 152Gd                                                 |                                                       |                                                       |                                                       |
| 76 | osmio     | 6       | 1           | 192Os                                                 | 190Os                                                 | 189Os                                                 | 188Os                                                 | 187Os                                                 | 186Os                                                 | 184Os                                                 |                                                       |                                                       |                                                       |
| 60 | neodimio  | 5       | 2           | 142Nd                                                 | 144Nd                                                 | 146Nd                                                 | 143Nd                                                 | 145Nd                                                 | 148                                                   | 150                                                   |                                                       |                                                       |                                                       |
| 62 | samario   | 5       | 2           | 152Sm                                                 | 154Sm                                                 | 147Sm                                                 | 149Sm                                                 | 148Sm                                                 | 150Sm                                                 | 144Sm                                                 |                                                       |                                                       |                                                       |
| 36 | kripton   | 6       | —           | 84Kr                                                  | 86Kr                                                  | 82Kr                                                  | 83Kr                                                  | 80Kr                                                  | 78Kr                                                  |                                                       |                                                       |                                                       |                                                       |
| 46 | palladio  | 6       | —           | 106Pd                                                 | 108Pd                                                 | 105Pd                                                 | 110Pd                                                 | 104Pd                                                 | 102Pd                                                 |                                                       |                                                       |                                                       |                                                       |
| 68 | erbio     | 6       | —           | 166Er                                                 | 168Er                                                 | 167Er                                                 | 170Er                                                 | 164Er                                                 | 162Er                                                 |                                                       |                                                       |                                                       |                                                       |
| 20 | calcio    | 5       | 1           | 40Ca                                                  | 44Ca                                                  | 42Ca                                                  | 48Ca                                                  | 43Ca                                                  | 46Ca                                                  |                                                       |                                                       |                                                       |                                                       |
| 34 | selenio   | 5       | 1           | 80Se                                                  | 78Se                                                  | 76Se                                                  | 82Se                                                  | 77Se                                                  | 74Se                                                  |                                                       |                                                       |                                                       |                                                       |
| 72 | afnio     | 5       | 1           | 180Hf                                                 | 178Hf                                                 | 177Hf                                                 | 179Hf                                                 | 176Hf                                                 | 174Hf                                                 |                                                       |                                                       |                                                       |                                                       |
| 78 | platino   | 5       | 1           | 195Pt                                                 | 194Pt                                                 | 196Pt                                                 | 198Pt                                                 | 192Pt                                                 | 190Pt                                                 |                                                       |                                                       |                                                       |                                                       |
| 22 | titanio   | 5       | —           | 48Ti                                                  | 46Ti                                                  | 47Ti                                                  | 49Ti                                                  | 50Ti                                                  |                                                       |                                                       |                                                       |                                                       |                                                       |
| 28 | nichel    | 5       | —           | 58Ni                                                  | 60Ni                                                  | 62Ni                                                  | 61Ni                                                  | 64Ni                                                  |                                                       |                                                       |                                                       |                                                       |                                                       |
| 30 | zinco     | 5       | —           | 64Zn                                                  | 66Zn                                                  | 68Zn                                                  | 67Zn                                                  | 70Zn                                                  |                                                       |                                                       |                                                       |                                                       |                                                       |
| 32 | germanio  | 4       | 1           | 74Ge                                                  | 72Ge                                                  | 70Ge                                                  | 73Ge                                                  | 76Ge                                                  |                                                       |                                                       |                                                       |                                                       |                                                       |
| 40 | zirconio  | 5       | 1           | 90Zr                                                  | 94Zr                                                  | 92Zr                                                  | 91Zr                                                  | 96Zr                                                  |                                                       |                                                       |                                                       |                                                       |                                                       |
| 74 | tungsteno | 4       | 1           | 184W                                                  | 186W                                                  | 182W                                                  | 183W                                                  | 180W                                                  |                                                       |                                                       |                                                       |                                                       |                                                       |
| 16 | zolfo     | 4       | —           | 32S                                                   | 34S                                                   | 33S                                                   | 36S                                                   |                                                       |                                                       |                                                       |                                                       |                                                       |                                                       |
| 24 | cromo     | 4       | —           | 52Cr                                                  | 53Cr                                                  | 50Cr                                                  | 54Cr                                                  |                                                       |                                                       |                                                       |                                                       |                                                       |                                                       |
| 26 | ferro     | 4       | —           | 56Fe                                                  | 54Fe                                                  | 57Fe                                                  | 58Fe                                                  |                                                       |                                                       |                                                       |                                                       |                                                       |                                                       |
| 38 | stronzio  | 4       | —           | 88Sr                                                  | 86Sr                                                  | 87Sr                                                  | 84Sr                                                  |                                                       |                                                       |                                                       |                                                       |                                                       |                                                       |
| 58 | cerio     | 4       | —           | 140Ce                                                 | 142Ce                                                 | 138Ce                                                 | 136Ce                                                 |                                                       |                                                       |                                                       |                                                       |                                                       |                                                       |
| 82 | piombo    | 4       | —           | 208Pb                                                 | 206Pb                                                 | 207Pb                                                 | 204Pb                                                 |                                                       |                                                       |                                                       |                                                       |                                                       |                                                       |
| 8  | ossigeno  | 3       | —           | 16O                                                   | 18O                                                   | 17O                                                   |                                                       |                                                       |                                                       |                                                       |                                                       |                                                       |                                                       |
| 10 | neon      | 3       | —           | 20Ne                                                  | 22Ne                                                  | 21Ne                                                  |                                                       |                                                       |                                                       |                                                       |                                                       |                                                       |                                                       |
| 12 | magnesio  | 3       | —           | 24Mg                                                  | 26Mg                                                  | 25Mg                                                  |                                                       |                                                       |                                                       |                                                       |                                                       |                                                       |                                                       |
| 14 | silicio   | 3       | —           | 28Si                                                  | 29Si                                                  | 30Si                                                  |                                                       |                                                       |                                                       |                                                       |                                                       |                                                       |                                                       |
| 18 | argon     | 3       | —           | 40Ar                                                  | 36Ar                                                  | 38Ar                                                  |                                                       |                                                       |                                                       |                                                       |                                                       |                                                       |                                                       |
| 2  | elio      | 2       | —           | 4He                                                   | 3He                                                   |                                                       |                                                       |                                                       |                                                       |                                                       |                                                       |                                                       |                                                       |
| 6  | carbonio  | 2       | —           | 12C                                                   | 13C                                                   |                                                       |                                                       |                                                       |                                                       |                                                       |                                                       |                                                       |                                                       |
| 92 | uranio    | 0       | 2           | 238U                                                  | 235U                                                  |                                                       |                                                       |                                                       |                                                       |                                                       |                                                       |                                                       |                                                       |
| 4  | berillio  | 1       | —           | 9Be                                                   |                                                       |                                                       |                                                       |                                                       |                                                       |                                                       |                                                       |                                                       |                                                       |
| 90 | torio     | 0       | 1           | 232Th                                                 |                                                       |                                                       |                                                       |                                                       |                                                       |                                                       |                                                       |                                                       |                                                       |
| 94 | plutonio  | 0       | 1           | 244Pu                                                 |                                                       |                                                       |                                                       |                                                       |                                                       |                                                       |                                                       |                                                       |                                                       |

| Z  | Elemento    | Stab | Dec | instabili: corsivoN in rosa | instabili: corsivoN in rosa | instabili: corsivoN in rosa |
| -- | ----------- | ---- | --- | --------------------------- | --------------------------- | --------------------------- |
| 19 | potassio    | 2    | 1   | 39K                         | 41K                         | 40K                         |
| 1  | idrogeno    | 2    | —   | 1H                          | 2H                          |                             |
| 3  | litio       | 2    | —   | 7Li                         | 6Li                         |                             |
| 5  | boro        | 2    | —   | 11B                         | 10B                         |                             |
| 7  | azoto       | 2    | —   | 14N                         | 15N                         |                             |
| 17 | cloro       | 2    | —   | 35Cl                        | 37Cl                        |                             |
| 29 | rame        | 2    | —   | 63Cu                        | 65Cu                        |                             |
| 31 | gallio      | 2    | —   | 69Ga                        | 71Ga                        |                             |
| 35 | bromo       | 2    | —   | 79Br                        | 81Br                        |                             |
| 47 | argento     | 2    | —   | 107Ag                       | 109Ag                       |                             |
| 51 | antimonio   | 2    | —   | 121Sb                       | 123Sb                       |                             |
| 77 | iridio      | 2    | —   | 193Ir                       | 191Ir                       |                             |
| 81 | tallio      | 2    | —   | 205Tl                       | 203Tl                       |                             |
| 73 | tantalio    | 2    | 1   | 181Ta                       | 180mTa                      |                             |
| 23 | vanadio     | 1    | 1   | 51V                         | 50V                         |                             |
| 37 | rubidio     | 1    | 1   | 85Rb                        | 87Rb                        |                             |
| 49 | indio       | 1    | 1   | 115In                       | 113In                       |                             |
| 57 | lantanio    | 1    | 1   | 139La                       | 138La                       |                             |
| 63 | europio     | 1    | 1   | 153Eu                       | 151Eu                       |                             |
| 71 | lutezio     | 1    | 1   | 175Lu                       | 176Lu                       |                             |
| 75 | renio       | 1    | 1   | 187Re                       | 185Re                       |                             |
| 9  | fluoro      | 1    | —   | 19F                         |                             |                             |
| 11 | sodio       | 1    | —   | 23 Na                       |                             |                             |
| 13 | alluminio   | 1    | —   | 27Al                        |                             |                             |
| 15 | fosforo     | 1    | —   | 31P                         |                             |                             |
| 21 | scandio     | 1    | —   | 45Sc                        |                             |                             |
| 25 | manganese   | 1    | —   | 55Mn                        |                             |                             |
| 27 | cobalto     | 1    | —   | 59Co                        |                             |                             |
| 33 | arsenico    | 1    | —   | 75As                        |                             |                             |
| 39 | ittrio      | 1    | —   | 89Y                         |                             |                             |
| 41 | niobio      | 1    | —   | 93Nb                        |                             |                             |
| 45 | rodio       | 1    | —   | 103Rh                       |                             |                             |
| 53 | iodio       | 1    | —   | 127I                        |                             |                             |
| 55 | cesio       | 1    | —   | 133Cs                       |                             |                             |
| 59 | praseodimio | 1    | —   | 141Pr                       |                             |                             |
| 65 | terbio      | 1    | —   | 159Tb                       |                             |                             |
| 67 | olmio       | 1    | —   | 165Ho                       |                             |                             |
| 69 | tulio       | 1    | —   | 169Tm                       |                             |                             |
| 79 | oro         | 1    | —   | 197Au                       |                             |                             |
| 83 | bismuto     | 0    | 1   | 209Bi                       |                             |                             |

## Elementi senza isotopi primordiali

Tavola periodica con gli elementi colorati secondo l’emivita del loro isotopo più stabile.

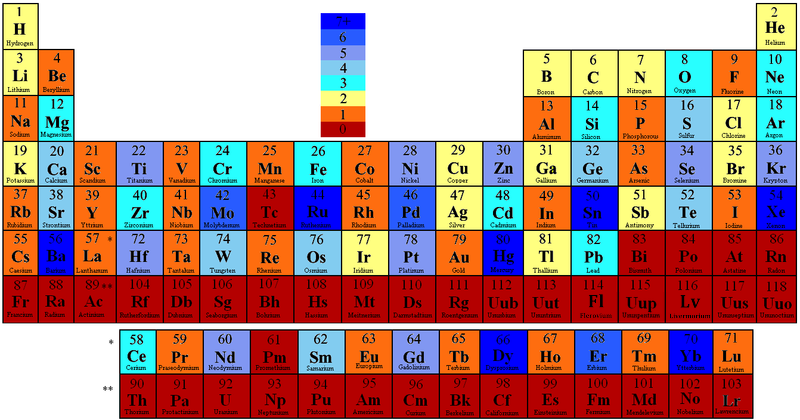
Tavola periodica colorata secondo il numero degli isotopi stabili. Gli elementi con numeri atomici dispari hanno soltanto uno o due isotopi stabili, mentre gli elementi con numeri atomici pari hanno tutti tre o più isotopi stabili, eccetto i primi tre: elio, berillio e carbonio.

| Z   | Elemento     | t1/2 di    | Isotopo dalla vita più lunga |
| --- | ------------ | ---------- | ---------------------------- |
| 96  | curio        | 1,56×107a  | 247Cm                        |
| 43  | tecnezio     | 4,2×106a   | 98Tc                         |
| 93  | nettunio     | 2,144×106a | 237Np                        |
| 91  | protoattinio | 32 760 a   | 231Pa                        |
| 95  | americio     | 7 370 a    | 243Am                        |
| 88  | radio        | 1 602 a    | 226Ra                        |
| 97  | berkelio     | 1 380 a    | 247Bk                        |
| 98  | californio   | 898 a      | 251Cf                        |
| 84  | polonio      | 103 a      | 209Po                        |
| 89  | attinio      | 21,77 a    | 227Ac                        |
| 61  | promezio     | 17,7 a     | 145Pm                        |
| 99  | einsteinio   | 1,29 a     | 252Es                        |
| 100 | fermio       | 100,5 g    | 257Fm                        |
| 101 | mendelevio   | 51,5 g     | 258Md                        |
| 86  | radon        | 3,82 g     | 222Rn                        |
| 105 | dubnio       | 1,3 g      | 268Db                        |

| Z   | Elemento     | t1/2 di   | Isotopo dalla vita più lunga |
| --- | ------------ | --------- | ---------------------------- |
| 104 | rutherfordio | 13 h      | 265Rf                        |
| 103 | laurenzio    | 10 h      | 264Lr                        |
| 85  | astato       | 8,1 h     | 210At                        |
| 107 | bohrio       | 1,5 h     | 273Bh                        |
| 106 | seaborgio    | 1 h       | 272Sg                        |
| 108 | hassio       | 1 h       | 276Hs                        |
| 102 | nobelio      | 58 min    | 259No                        |
| 87  | francio      | 22,0 min  | 223Fr                        |
| 113 | ununtrio     | 20 min    | 287Uut                       |
| 111 | roentgenio   | 10 min    | 283Rg                        |
| 109 | meitnerio    | 6 min     | 279Mt                        |
| 115 | ununpentio   | 1 min     | 291Uup                       |
| 112 | copernicio   | 34 s      | 285Cn                        |
| 110 | darmstadtio  | 10 s      | 278Ds                        |
| 114 | flerovio     | 2,7 s     | 289Fl                        |
| 116 | livermorio   | 5,3×10−2s | 293Lv                        |
| 118 | oganesson    | 8,9×10−4s | 294Uuo                       |

     Elementi stabili;
     Elementi radioattivi con isotopi dalla vita molto lunga. La loro emivita di oltre quattro milioni di anni conferisce loro radioattività molto piccole, se non trascurabili;
     Elementi radioattivi che possono presentare bassi rischi per la salute. I loro isotopi più stabili hanno emivite tra 800 e 34 000 anni. A causa di questo, hanno solitamente alcune applicazioni commerciali;
     Elementi radioattivi che è noto pongono elevati rischi per la salute. I loro isotopi più stabili hanno emivite tra un giorno e 103 anni. La loro radioattività conferisce loro scarso potenziale per usi commerciali;
     Elementi altamente radioattivi. I loro isotopi più stabili hanno emivite tra un giorno e parecchi minuti. Pongono gravi rischi per la salute. Pochi di essi trovano uso al di fuori della ricerca di base;
     Elementi estremamente radioattivi. Si sa pochissimo di questi elementi a causa della loro estrema instabilità e radioattività.